# アイオナ島

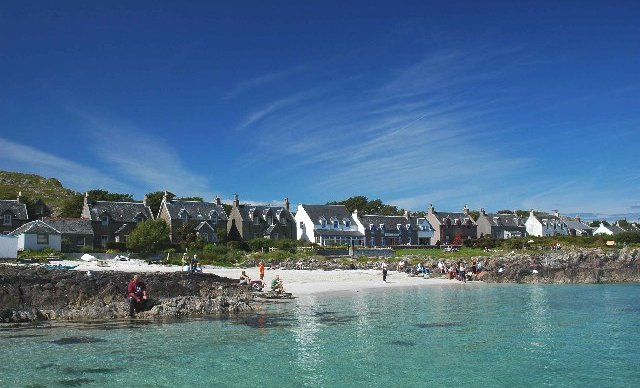
アイオナ島の村

アイオナ島（アイオナとう、Iona）は、スコットランド西海岸沖、マル島の近くにあるインナー・ヘブリディーズ諸島に属する、幅1.6km、長さ5.6kmの小島である。この島のゲール語名はÌ Chaluim Cille （聖コルンバの島）というが、時には単にÌ あるいは Idhe とも呼ばれる。マル島の海岸からは約1.6kmの距離にある。住民の数は175人。

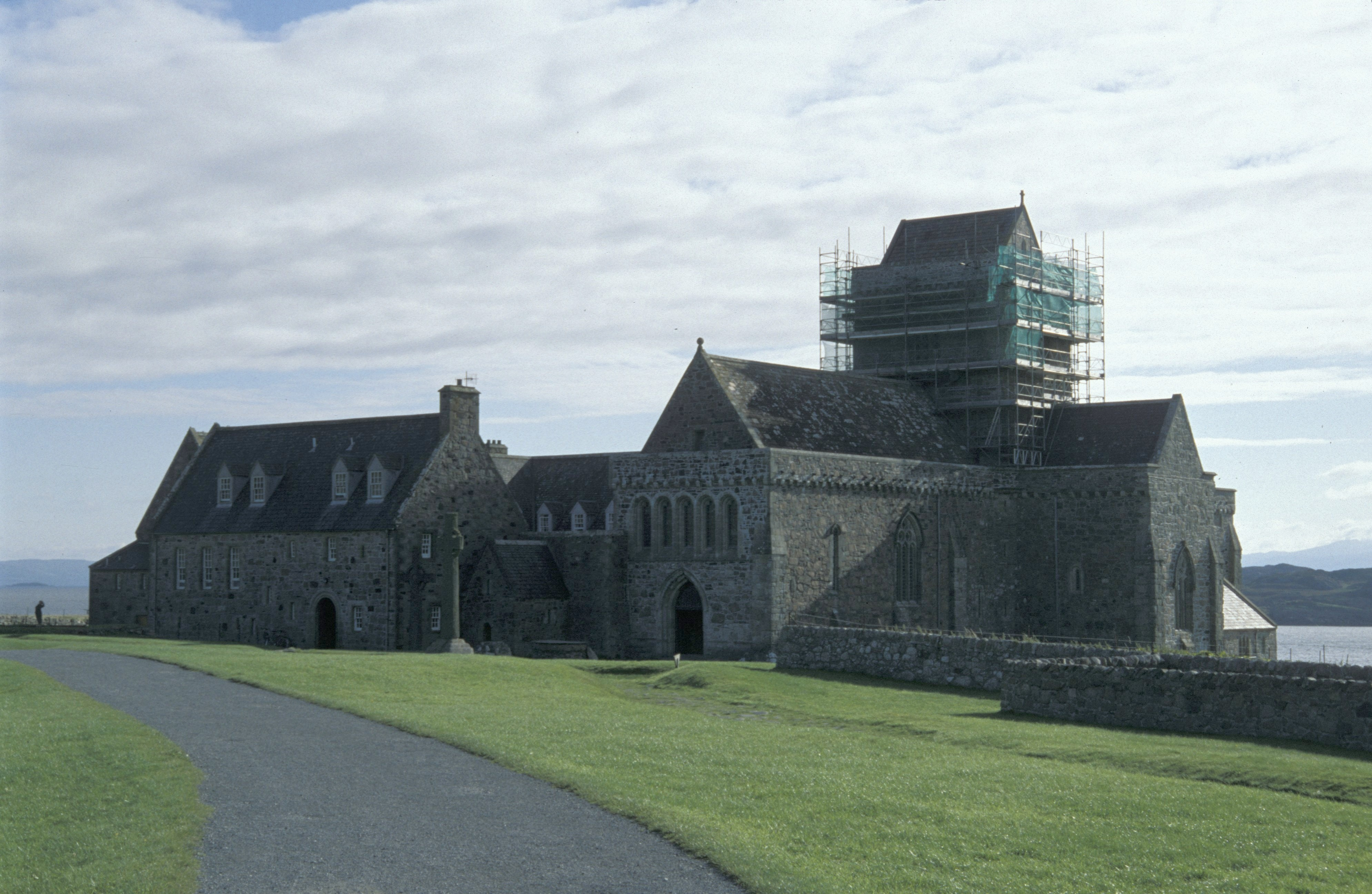
アイオナ修道院

563年、郷里のアイルランドを追われた聖コルンバは、12人の同士とともに修道院を創設した。彼らはここを拠点に、スコットランドやイングランド北部の異教徒をキリスト教に改宗していった。学びの場として、あるいはキリスト教布教の拠点としてアイオナの名声はヨーロッパ中に広がってゆき、主要な巡礼地となっていった。アイオナ島は、スコットランド、アイルランドあるいはノルウェーの王が埋葬される聖なる島となった。
『ケルズの書』は、8世紀末頃に（全部か部分的にかはともかく）アイオナ島で製作されたと一般に信じられている。806年、アイオナの修道院はヴァイキングの標的にされ、宝物が強奪された。1203年には、Somerledの娘Beathagを初代院長とする、ベネディクト女子修道会のための女子修道院が開設された。現在のベネディクト修道院は同じ時期に建てられたものである。修道院自体は宗教改革の時代まで繁栄した。

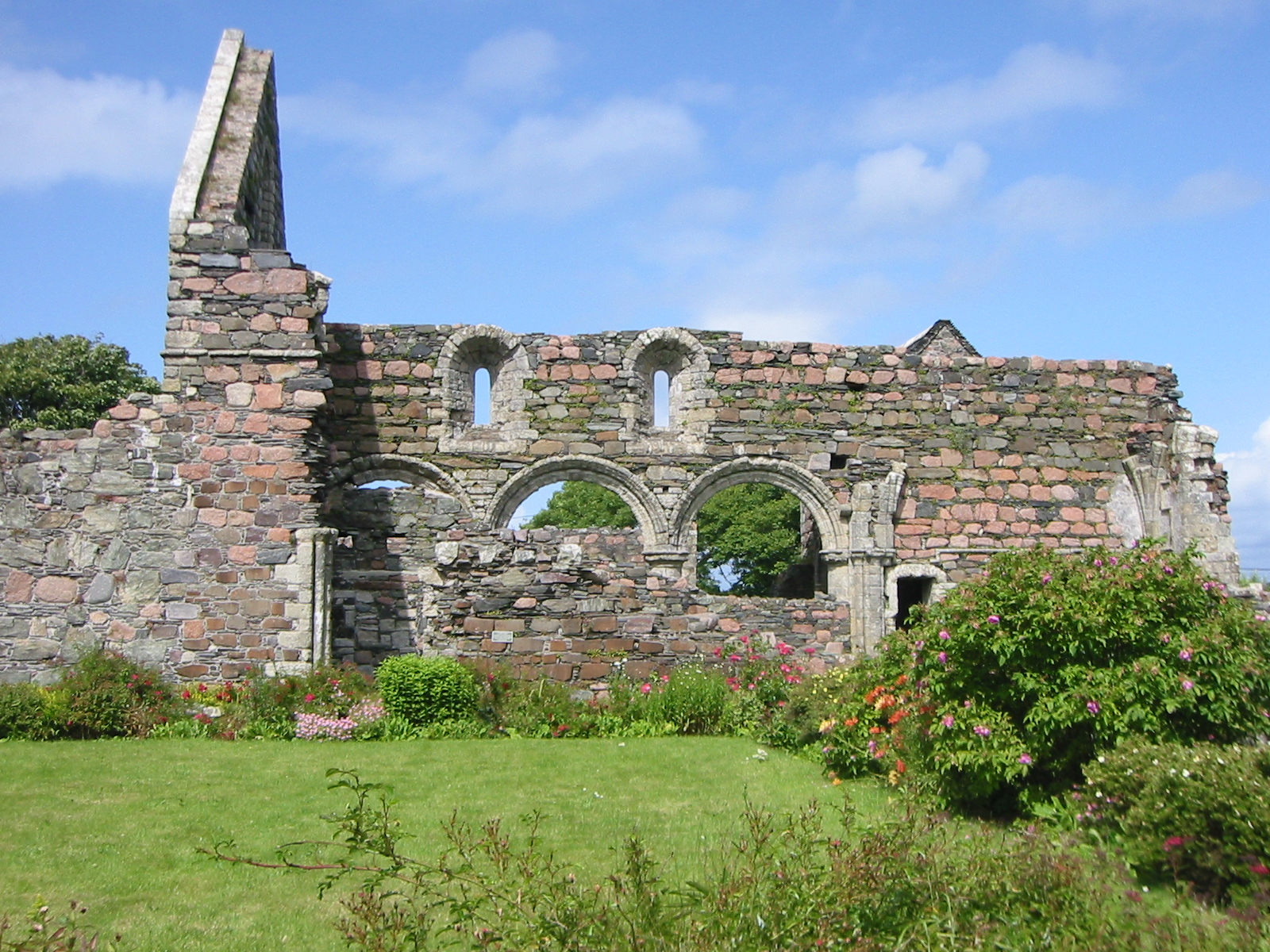
アイオナ女子修道院

アイオナ島は、ダルリアダ王国の国王とその後継者にあたる初期のスコットランド王が埋葬されるようになった。この島に埋葬されている貴顕には次の人々がいる。
- ドナルド2世 (スコットランド王)
- マルカム1世 (スコットランド王)
- ダンカン1世 (スコットランド王)
- マクベス (スコットランド王)
- ドナルド3世 (スコットランド王)
- ジョン・スミス

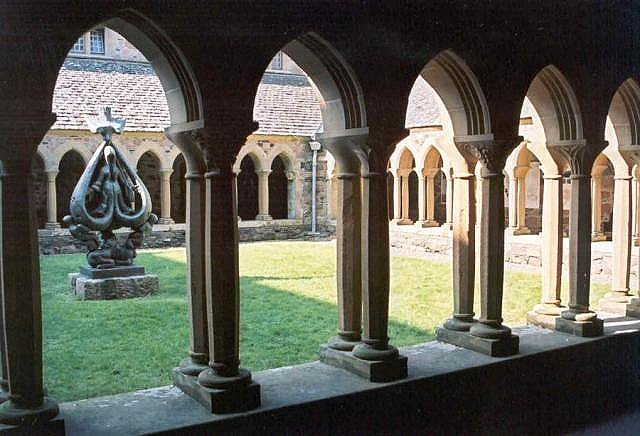
アイオナ修道院の回廊

Reilig Odhráinと呼ばれる埋葬地は、12世紀に聖Odhrán（聖コルンバの伯父または叔父と伝えられる人物）礼拝堂の地所となり、同時期に修道院に改装された。ここには多くの中世の墓を示すモニュメントがある。他にも初期キリスト教や中世のモニュメントがあったのだが、修道院の回廊のアーケードを保存する作業のため撤去され、修道院博物館に保存されている。アイオナ修道院の古代の建物はヒストリック・スコットランド（スコットランドの歴史遺産）として保護されている。

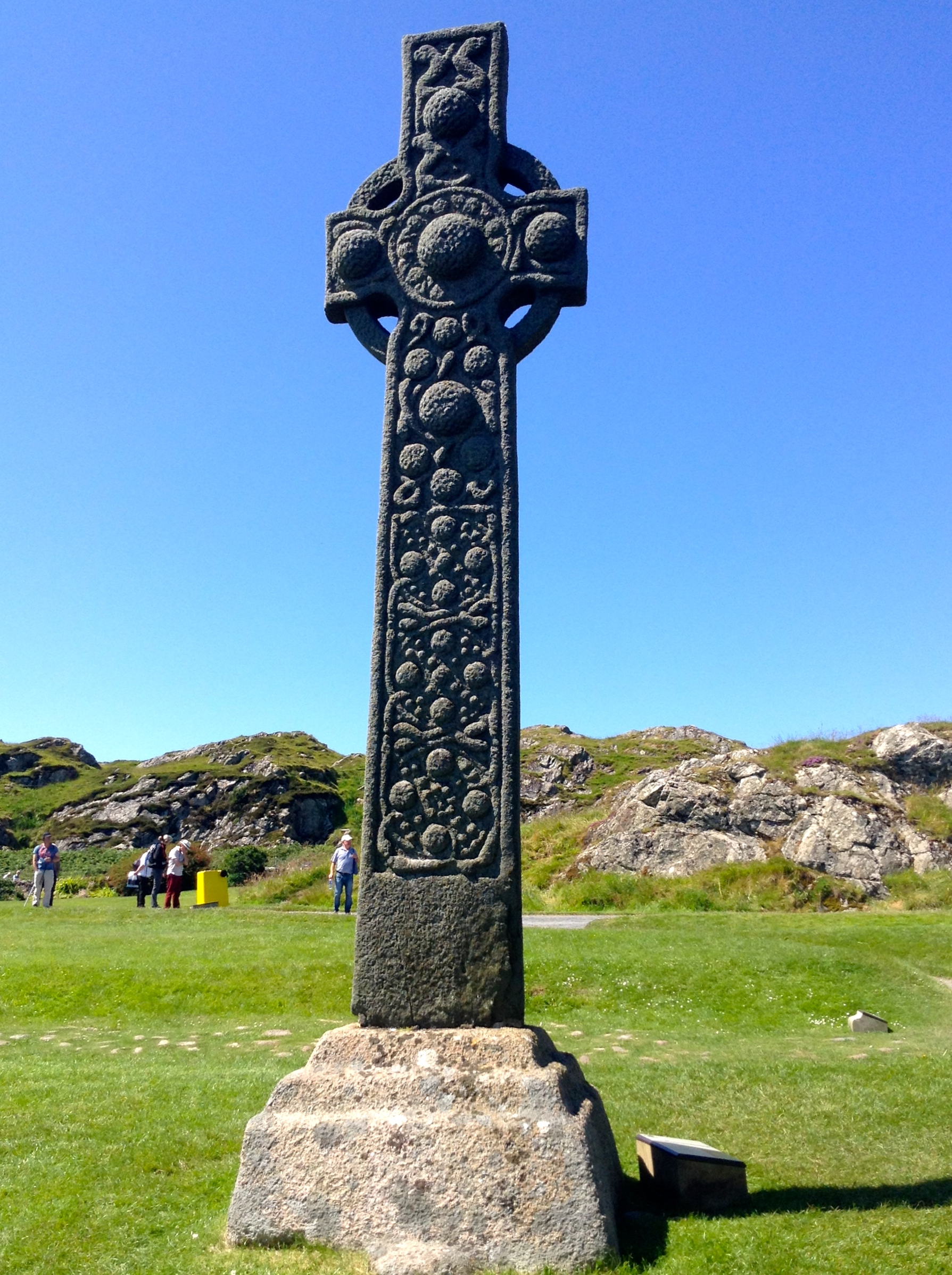
聖マーティンの十字架

1938年、ジョージ・マクロードは、アイオナ・コミュニティーを創設し、宗派を越えたキリスト教のコミュニティーとして、男女や生活習慣の違い、キリスト教会が関わってきた伝統の違いを克服し、今日の世界における新しいイエスの福音の道を模索しようとした。このコミュニティーは現在、ケルト式のキリスト教信仰復興の牽引力となっている。
アイオナ・コミュニティーは、アイオナ島とマル島に3つの滞在センターを運営している。このセンターは世界中の様々なバックグランドの人々がコミュニティーとしてともに生活するユニークな機会を提供する場所である。センターでの日々は、アイオナ・コミュニティーが関与して作成されたプログラムに従って運営される。
アイオナ修道院（現在はエキュメニカル（超宗派）教会）は、巡礼者にとっても観光客にとっても、歴史的・宗教的興味の尽きない場所である。ここは、スコットランドの西部島嶼に、最も丁寧に最高の保存状態で中世から遺された宗教建築である。修道院の正面には、イギリスの島で最も保存状態の良いケルト十字である、9世紀の聖マーティンの十字架と8世紀の聖ジョーンズの十字架のレプリカ（オリジナルの破片は修道院博物館に収められている）が立っている。

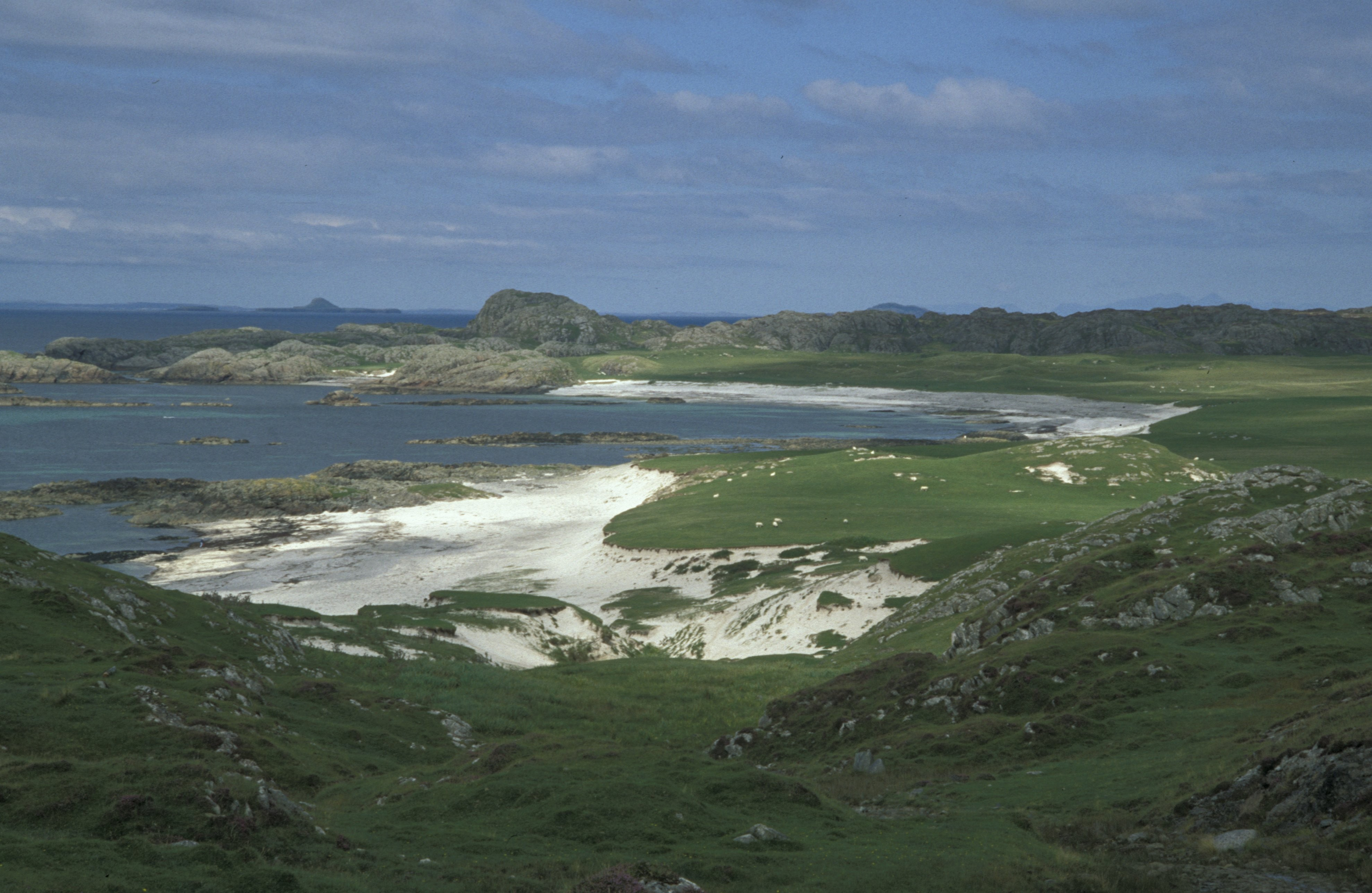
Bay at the Back of the Ocean

アイオナ女子修道院は、美しい12 - 13世紀の教会と修道院の遺跡であり、色鮮やかで穏やかな庭を備えている。アイオナの女子修道院は、スコットランドの中世の女子修道院の中で最も完全な保存状態にある。アイオナは、観光客の間でも、その静かさと自然の美しさで知られている。Bay at the Back of the OceanやHill with His Back to Irelandは、聖コルンバが上陸した海岸がこの辺りだと言い伝えられている場所である。

## 日本との関係
1838年にフリーチャーチがここに教会を開き、初代牧師にドナルド・マクヴェインが就任した。その長男として生まれたのがコリン・アレクサンダー・マクヴェインで、明治政府の工部省で測量と建築営繕を指揮した。聖コルンバ・ホテルは、このマクヴェイン家族が暮らした旧牧師館である。